# Nemzeti Hírközlési Hatóság
A Nemzeti Hírközlési Hatóság (NHH) a Kormány irányítása, a közlekedési, hírközlési és energiaügyi miniszter felügyelete alatt működő kormányhivatal volt, amelynek jogállását az elektronikus hírközlésről szóló 2003. évi C. törvény (Eht.) határozta meg. 2010-ben a Nemzeti Hírközlési Hatóságot és az Országos Rádió és Televízió Testületet összevonták és létrejött a Nemzeti Média- és Hírközlési Hatóság.

## Története
A Nemzeti Hírközlési Hatóság jogelődjét, a Hírközlési Felügyeletet (HíF) 1993-ban hozták létre a Postai és Távközlési Felügyelet (PTF) és a Frekvenciagazdálkodási Intézet (FGI) összeolvasztásával. A PTF és az FGI 1989-ben jött létre a Magyar Posta vállalattá alakításakor, amikor az év decemberében a hatósági és államigazgatási funkciókat szétválasztották a szolgáltatói tevékenységektől. A Hírközlési Felügyelet a jogszabályok által előírt módon engedélyezési és ellenőrzési tevékenységet végzett, a piacszabályozás azonban nem tartozott a feladatai közé.
A HíF az engedélyezési tevékenységnél az előírásoknak történő tételes megfelelést, az egyedi fogyasztói panaszok alapján lefolytatott úgynevezett piacfelügyeleti tevékenységnél pedig az előfizetői szerződésekkel való összhangot vizsgálta.
Az Eht. által létrehozott új szervezeti modellben az NHH 2004. január 1-je óta testületi vezetés alatt álló egységes államigazgatási szerv volt. A piac működését lényegesen befolyásoló szabályozási feladatokat és a szervezet irányítását a Tanács, míg a klasszikus hatósági feladatokat a Hivatal végzezte.

### Elnökei
- 2003–2009: Pataki Dániel;
- 2010: dr. Rozgonyi Krisztina

## Feladat- és hatásköre
A hatóság feladata az elektronikus hírközlési, postai és informatikai szolgáltatások piacai zavartalan, eredményes működésének és fejlődésének elősegítése volt. A hatóság a szolgáltatók, és a felhasználók érdekeit egyaránt védte. Feladata a tisztességes, hatékony verseny kialakítása és fenntartása, valamint a szolgáltatók jogkövető magatartásának felügyelete volt.
Az NHH részt vett az elektronikus hírközléshez, a postához és az informatikához kapcsolódó nemzetközi szervezetek munkájában, kapcsolatokat épített ki és tartott fenn az európai és Európán kívüli szabályozó hatóságokkal, valamint szervezetekkel.
A hatóság feladatát és országos hatáskörét önállóan, a jogszabályoknak és a Kormány döntéseinek megfelelően gyakorolta. Vezető testülete a Nemzeti Hírközlési Hatóság Tanácsa volt. A hatóság önállóan gazdálkodó központi költségvetési szerv volt, amely a feladatai ellátásával összefüggő kiadásokat saját bevételeiből fedezte.

## A fogyasztói jogok képviselete
2004 májusa óta a fogyasztók érdekvédelme a hírközlési fogyasztói jogok képviselőjének (HFJK) alapfeladata. A HFJK a fogyasztók nagy csoportját érintő kérdésekben intézkedési javaslatot dolgoz ki, az egyedi panaszügyekben megalapozottság esetén eljárást indítványoz. A fogyasztói döntések támogatása és az elégedettség növelése érdekében fontos feladata a felhasználók tájékozottságának elősegítése.
Alapfeladata, hogy a fogyasztók nagy csoportját érintő kérdésekben feltérképezze a hírközléspiaci anomáliákat, és intézkedési javaslatokat dolgozzon ki, illetve a megalapozott egyedi panaszügyekben eljárást indítványozzon. A hírközlési fogyasztói jogok képviselőjénél bejelentéssel élhet mindenki, akit valamely hírközlési szolgáltató tevékenysége miatt sérelem ért, vagy ha ennek közvetlen veszélye áll fenn.
A HFJK évente megközelítőleg ezer írásbeli és közel ugyanennyi telefonos bejelentést kezel.
A fogyasztók tudatos döntéseinek támogatása, ezen keresztül elégedettségük növelése érdekében a HFJK a fogyasztók minél szélesebb körű tájékoztatására törekszik. 
Nagy hangsúlyt fektet a weben keresztüli tájékoztatásra is. A hírközlési szolgáltatásokkal kapcsolatban tartalmaz hasznos tudnivalókat a TANTUSZ portál, mely 2005-ben indult el a mobiltarifa-összehasonlító szolgáltatással. Az oldal ezt követően a szélessáv-, a vezetékes-, a kábeltévé- és a roaming-alkalmazásokkal bővült ki.

## Nemzetközi szerepvállalás
2009-re Pataki Dánielt, a Nemzeti Hírközlési Hatóság korábbi vezetőjét választotta elnökévé az Európai Bizottság által 2002-ben létrehozott rádiófrekvencia-politikával foglalkozó csoport, az RSPG (Radio Spectrum Policy Group).
Az európai frekvenciaszabályozó hatóságokat tömörítő RSPG elsődleges szerepe a szakmapolitikai, stratégiai és tervezési tanácsadás az Európai Bizottság számára a spektrummal kapcsolatos kérdésekben. A szervezet 2009-ben négy fő területre koncentrál. Eszerint törekedni kell a digitális frekvenciatöbblet előnyeinek a kihasználására, és mielőbb el kell dönteni, hogyan hasznosítsa Európa az úgynevezett „digitális frekvenciatöbbletet”, ami az analógról a digitális földfelszíni műsorszórásra való átállás során szabadul majd fel. A második kiemelt terület a széles sávú hozzáférés eljuttatása minden EU állampolgárhoz. A széles sávú hozzáférés előfeltétele annak, hogy az EU a dinamikus és versenyképes tudásalapú gazdasággá válhasson, azonban ma még az Európai Unió polgárainak 7 százaléka lefedetlen területen él. A harmadik cél, hogy Európában hatékonyabbá kell tenni a rádiófrekvenciák közcélú felhasználását. Végül pedig javítani kell az EU rádiófrekvenciákkal kapcsolatos érdekeinek koordinálását, mivel ma számos szervezet foglalkozik ezekkel a kérdésekkel. 

## Lásd még
- WiMAX
- IPTV
- Európai mobiltelefon-szolgáltatók listája
- Mobiltelefon
- Repülősávos rádiófrekvencia
- Árszabályozás
- Rádióamatőr
- Körzethívószám
- Hír
- Információ
- Rádióamatőr szolgálatok